# Déli-Alsó-Kalifornia
Déli-Alsó-Kalifornia (spanyolul Baja California Sur) Mexikó tagállama. A Kaliforniai-félsziget déli részén helyezkedik el.

## Fekvése
Északon Alsó-Kalifornia állam, nyugaton a Csendes-óceán, keleten a Kaliforniai-öböl határolja.